# Spoorlijn Colombiers - Cazouls-lès-Béziers
De spoorlijn Colombiers - Cazouls-lès-Béziers is een gedeeltelijk opgebroken Franse spoorlijn van Colombiers naar Cazouls-lès-Béziers. De lijn totale lijn was 10,3 km lang en heeft als lijnnummer 640 100.

## Geschiedenis
De lijn werd in gedeeltes geopend door de Chemins de fer de l'Hérault. Het gedeelte van Maureilhan naar Cazouls-lès-Béziers was al op 8 november 1877 geopend als onderdeel van de spoorlijn Béziers - Saint-Chinain. Het gedeelte van Colombiers naar Maureilhan werd daarna geopend op 28 mei 1913. 
Personenvervoer werd opgeheven op 1 januari 1939. Daarna was er weer personenvervoer tussen Maureilhan en Cazouls-lès-Béziers van september 1939 tot 1 januari 1954. Op 1 november 1968 ging de concessie over naar de SNCF. Goederenvervoer tussen Maureilhan en Cazouls-lès-Béziers werd opgeheven op 1 januari 2017.

## Aansluitingen
In de volgende plaatsen is of was er een aansluiting op de volgende spoorlijnen:
Colombiers
RFN 640 000, spoorlijn tussen Bordeaux-Saint-Jean en Sète-Ville
Maureilhan
lijn tussen Béziers en Saint-Chinain